# Götz Kubitschek

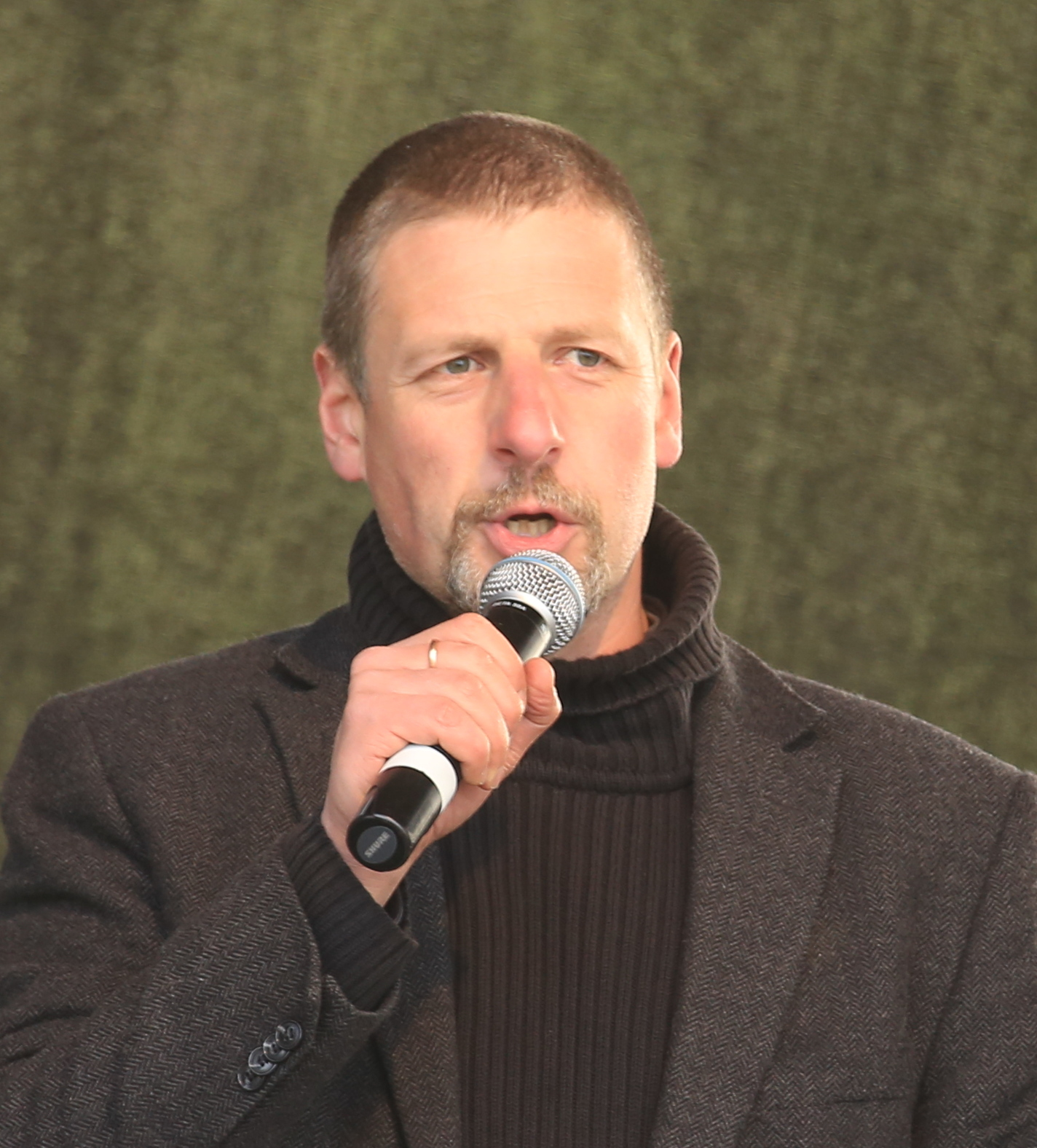
Götz Kubitschek auf einer Pegida-Demonstration am 13. April 2015

Götz Kubitschek (* 17. August 1970 in Ravensburg) ist ein deutscher Verleger, Publizist, Rechtsextremist und politischer Aktivist der Neuen Rechten.
Der aus den Reihen der Zeitung Junge Freiheit kommende Kubitschek ist Mitbegründer der rechtsextremen Denkfabrik Institut für Staatspolitik (IfS). Seit 2002 ist er Geschäftsführer des heute in Schnellroda ansässigen Verlags Antaios (bis 2012 Edition Antaios), seit 2003 außerdem verantwortlicher Redakteur der Zeitschrift Sezession und Betreiber des später hinzugekommenen Blogs Sezession im Netz. Er initiierte mehrere politische Kampagnen wie die Konservativ-subversive Aktion (KSA) und Ein Prozent für unser Land und war überdies federführend an der inhaltlich-konzeptionellen Fundierung der rechtsextremistischen Identitären Bewegung in Deutschland beteiligt. 2015 trat er mehrmals bei den völkisch-nationalistischen Pegida-Demonstrationen in Sachsen als Hauptredner auf. Ferner pflegt er einen engen Austausch mit Vertretern des ehemaligen Flügels der AfD wie Björn Höcke.

## Leben
Götz Kubitschek wurde in Ravensburg in Oberschwaben geboren. Nach dem Abitur 1990 absolvierte er seinen Wehrdienst bei der Fernspähkompanie 200 in Weingarten. Im Anschluss studierte er von 1992 bis 1999 an der Gottfried Wilhelm Leibniz Universität Hannover und der Ruprecht-Karls-Universität Heidelberg die Fächer Germanistik, Geographie und Philosophie auf Lehramt (Abschlussarbeit über Friedrich Georg Jünger).
Er wurde – wie auch seine späteren Mitstreiter Dieter Stein (Gründer der Jungen Freiheit) und Karlheinz Weißmann zuvor – Mitglied in der völkisch geprägten Deutschen Gildenschaft (DG), einer bündischen Korporation. Von 1996 bis 2002 war er 2. Vorsitzender und Aktivensprecher. Nach eigenen Angaben (2003) trat er später wieder aus.
Kubitschek ist in zweiter Ehe mit Ellen Kositza (vormals verheiratete Ellen Schenke) verheiratet, die ebenfalls für die Junge Freiheit schrieb, und hat sieben Kinder. Er wohnt auf dem ehemaligen Rittergut Schnellroda in Steigra.

### Redakteur der „Jungen Freiheit“
1993 nahm er als Referent an der ersten vom Rechtsextremisten Hans-Ulrich Kopp geleiteten „Sommeruniversität“ der Jungen Freiheit (JF) auf der Veitsburg in Ravensburg teil, die im Juli/August in Zusammenarbeit mit dem FPÖ-Hochschülerverband Freiheitliche Studenteninitiative Innsbruck, dem Edgar-Jung-Institut und der Burschenschaft Danubia München konspirativ organisiert wurde. Der Leserkreis lehnte sich an den antidemokratischen Juniklub der Weimarer Republik an. Kubitschek hielt dort einen Vortrag über den „nationalrevolutionären“ Autor und Rechtsterroristen Ernst von Salomon.
Anfang 1995 war er verantwortlich für eine JF-Sonderbeilage über den „nationalrevolutionären“ Autor Ernst Jünger, der einigen als ein „Vordenker der Neuen Rechten“ gilt. Von Juni 1995 bis Januar 1997 war Kubitschek zuständiger JF-Redakteur für das Ressort Sicherheit und Militär. Auch nach seiner Redakteurtätigkeit blieb Kubitschek Autor der Jungen Freiheit, auch als Hauptartikler auf der ersten Seite. 2006 gab er in der 'Edition Antaios' die mit dem Chefredakteur Stein abgestimmte Jubiläumsschrift 20 Jahre Junge Freiheit heraus.
Als JF-Gastautor verwendete Kubitschek bisweilen völkische bzw. völkisch-nationalistische Textelemente, wie Kellershohn herausarbeitete. Auch schlug Kubitschek eine gegen die Wahlgleichheit sprechende Änderung des demokratischen Wahlrechts vor, die Kellershohn an Propagandabeiträge Walther Schottes, des Chefideologen von Franz von Papen, erinnerten.
1996 beteiligte sich Kubitschek mit der von ihm gegründeten Frankfurter Arbeitsgemeinschaft Paulskirche an Protesten gegen die Wehrmachtsausstellung des Hamburger Instituts für Sozialforschung (HIS). 2010 war er mit seiner Ehefrau bei einem „von Neonazis dominierten ‚Gedenkmarsch‘ für die Bombenopfer von Dresden“ anwesend; er sah die „trauernden Marschierer im Recht“, da die „Repräsentanten der Nation“ den Opfern ein würdiges Gedenken verweigern würden.

### Auslandseinsatz in Bosnien
Von Dezember 1997 bis März 1998 nahm Kubitschek als Reserveoffizier des Heeres freiwillig im Rahmen des SFOR-Mandats am Auslandseinsatz der Bundeswehr in Bosnien teil. Er war als Leutnant der Reserve in Sarajevo stationiert und wurde als Zugführer des Taktischen OpInfo-Zuges verwendet. Anlässlich des Todes von Ernst Jünger im Februar 1998 organisierte er während des Einsatzes eine Lesung aus Werken des Autors. Über seine Einsatzerlebnisse schrieb er gemeinsam mit dem heutigen Bundestagsabgeordneten der AfD Peter Felser, der damals Mitglied der Republikaner war, das ein Jahr später veröffentlichte Buch Raki am Igman. Das Buch wurde 2001 bei Antaios neu aufgelegt.

### Gründung neurechter Plattformen

#### Institut für Staatspolitik
Kubitschek gründete im Jahr 2000 zusammen mit dem Gymnasiallehrer Karlheinz Weißmann, einem Hauptvertreter der Neuen Rechten, das Institut für Staatspolitik (IfS), das die ideelle und finanzielle Förderung neurechter Ideen und Personen zum Ziel hat und nach Meinung von Beobachtern seitdem mit dem neonazistischen Think-Tank Deutsches Kolleg um die Nachfolge des Politischen Kollegs für nationalpolitische Schul- und Bildungsarbeit der 1920er Jahre streite.
Sein Institut grenzte er 2006 vom als zu gemäßigt wahrgenommenen Studienzentrum Weikersheim ab. Kellershohn brachte den Stil des IfS und dessen Leiters mit dem „faschistischen [eher kalten] Stil“ im Sinne Armin Mohlers in Verbindung. Bereits 2000 hielt Kubitschek gemeinsam mit Weißmann die Laudatio zum 80. Geburtstag von Mohler; 2003 war er Mitunterzeichner der Todesanzeige von „Freunden und Schülern“ Mohlers und hielt an dessen Grab eine der Trauerreden. Der Politikwissenschaftler Hajo Funke sieht den Mohler-Schüler Kubitschek „[i]n der Tradition von ‚Konservativer Revolution‘ und Faschismus“. Seine Aufgabe als Geschäftsführer des IfS gab Kubitschek im September 2008 ab; sein Nachfolger wurde der Philosoph Erik Lehnert. Nachdem das IfS vom Bundesamt für Verfassungsschutz im April 2020 zum „Rechtsextremismus-Verdachtsfall“ erklärt worden war, folgte im April 2023 die Einstufung als „gesichert rechtsextremistisch“. Im Mai 2024 gab er die Selbstauflösung des Vereins und damit des Instituts bekannt, gab aber gleichzeitig an, die Aufgaben seien „erledigt oder neu verteilt“.

#### Verlag Antaios und Zeitschrift „Sezession“
Seit 2002 ist Kubitschek Geschäftsführer des Verlages Edition Antaios, der im November 2012 in Verlag Antaios umbenannt wurde und mit dem ehemaligen IfS verbunden war.
Dem neurechten Zweck dient auch die Zeitschrift Sezession, ein zweimonatlich erscheinendes Magazin, das seit April 2003 vom IfS herausgegeben wird und dessen verantwortlicher Redakteur Kubitschek ist.

### Aufgehobene Entlassung aus der Bundeswehr
Kubitschek wurde am 16. August 2001, nunmehr Oberleutnant der Reserve, u. a. wegen seiner einstigen Redaktionstätigkeit für die Junge Freiheit, die seinerzeit in Verfassungsschutzberichten auftauchte, und der Veröffentlichung des Buches Raki am Igman aus einer laufenden Wehrübung bei der Führungsunterstützungsbrigade 900 gemäß § 29 Abs. 1 Nr. 5 Wehrpflichtgesetz entlassen, da er sich nach Ansicht des Personalamtes der Bundeswehr (PersABw) an „rechtsextremistischen Bestrebungen beteiligt“ habe und durch sein „Verbleiben in der Bundeswehr die militärische Ordnung und die Sicherheit der Truppe ernstlich gefährdet“ würde.
Die Junge Freiheit veröffentlichte daraufhin im September 2001 einen Aufruf an die Bundeswehr, der sich in mehrere Kampagnen dieser Art einreiht. Die Unterzeichner der Erklärung wenden sich darin gegen die Entlassung Kubitscheks und protestieren dagegen, die „Autorschaft für die Wochenzeitung Junge Freiheit als Beteiligung an rechtsextremistischen Bestrebungen zu bezeichnen“.
In der ersten Jahreshälfte 2002 hob das Personalamt der Bundeswehr auf Beschwerde Kubitscheks den Entlassungsbescheid wieder auf. Der Kommunikationswissenschaftler Lutz Hachmeister bewertete den Schritt nicht als Zeichen einer „Durchschlagskraft“ des Appells, sondern verwies auf die mit der Entlassung mutmaßlich verbundenen sachlichen und juristischen Unwägbarkeiten. Kubitschek wurde nicht wieder eingeplant und nicht weiter befördert.

## Politische Verortung

### Neurechte Metapolitik
Kubitschek vertritt völkische Positionen und gilt als einer der maßgeblichen Akteure der Neuen Rechten in Deutschland. Während Kubitscheks Weggefährte Dieter Stein den Begriff „Neue Rechte“ als unbrauchbar und Hindernis ablehnt, verwendet ihn Kubitschek als Eigenbezeichnung, mitunter als „Selbststilisierung“. Entgegen den Positionen Steins, der die Junge Freiheit in Richtung eines eher realpolitischen Rechtskonservatismus entwickeln will, bleibt Kubitschek einer traditionell metapolitischen Ausrichtung treu. Dabei wird er u. a. durch Martin Lichtmesz und Manfred Kleine-Hartlage unterstützt. Charakterlich und politisch wurde Kubitschek hingegen 2015 von Weißmann kritisiert.
Kellershohn sieht bei Kubitschek eine grundsätzliche Überschneidung der Begriffsbedeutungen „‚konservativ‘, ‚konservativ-revolutionär‘ und ‚faschistisch‘“. Bei ihm werden „Marinetti, Benn, Ernst Jünger, Primo de Rivera, Oberst Moscardó zu Kronzeugen eines konservativen Aktionsstils“. Der „Fluchtpunkt“ seines politischen Existentialismus sei der „total-autoritäre Staat“, gegenwärtig bekämpfe er die „liberal verfassten Institutionen“.
Kubitschek selbst schrieb 2006 in der Zeitschrift Sezession, das Ziel sei „nicht die Beteiligung am Diskurs, sondern sein Ende als Konsensform, nicht ein Mitreden, sondern eine andere Sprache, nicht der Stehplatz im Salon, sondern die Beendigung der Party“. 2007 äußerte er in der Textsammlung Provokation: „Wünschen wir uns die Krise! Sie bedrängt, sie bedroht unser krankes Vaterland zwar, aber gerade dies weckt vielleicht den Mut, ins Unvorhersehbare abzuspringen und das zu wagen, was den Namen ‚Politik‘ verdiente: Nur kein Rückfall ins Siechtum, ins Latente, ins Erdulden!“ Es sei „an uns“, „die Krise als Chance zu nutzen“. „Unsere Aufgaben“ seien die „Zuspitzung der Begriffe und die Kennzeichnung der Gegner“. In seinem Buch Bruchlinien schrieb er 2007 zur „Metapolitik“: „Wem sein Vaterland lieb ist, muß den Vorbürgerkrieg gewinnen, bevor er unbeherrschbar wird. [...] dieser Krieg [ist] neben dem handfesten, den die Polizei und jeder Angegriffene auf der Straße und in seinem Viertel auszufechten hat, vor allem ein geistiger Bürgerkrieg gegen die Lobbyisten der Zersetzung [...].“ Der „Konservativen Revolution“ während der Weimarer Republik attestierte Kubitschek 2011 eine bis heute andauernde „Strahlkraft“ und schrieb, sie sei „ganz und gar bereit für etwas Neues“ gewesen, „einen Dritten Weg, einen Umsturz, eine Reconquista, einen revolutionären, deutschen Gang in die Moderne. […] Von Harmlosigkeit, zivilisierter Zurückhaltung, Zahnlosigkeit keine Spur“.
Während Kubitschek suggerierte, dass die politische Rechte in ihrer Meinungsfreiheit unterdrückt werde, behauptete er 2010 in der Sezession zugleich, Juden dürften hingegen alles sagen: „Möchte man ein Jude sein, heutzutage, ein Broder etwa, der ausstoßen darf, was er will, weil er weiß, daß ihm niemand kann? Vielleicht, manchmal.“ Beteiligung an demokratischen Debatten lehnt Kubitschek ab und fordert stattdessen eine „Abrechnung“ mit den Gegnern: „Wozu sich erklären? Wozu sich auf ein Gespräch einlassen, auf eine Beteiligung an einer Debatte? Weil Ihr Angst vor der Abrechnung habt, bittet Ihr uns nun an einen Eurer runden Tische? Nein, diese Mittel sind aufgebraucht, und von der Ernsthaftigkeit unseres Tuns wird Euch kein Wort überzeugen, sondern bloß ein Schlag ins Gesicht“.
2014 forderte er, das „Konservative, das Rechte, das Reaktionäre, das Unzeitgemäße, das Widerständige, das Immergültige“ müsse „gestärkt werden“. 2016 veröffentlichte er in der Sezession ein Essay mit dem Titel Schleusenzeit (ein Begriff aus der Trauerforschung, der die Zeitspanne zwischen dem Tod eines Menschen und dessen Bestattung bezeichnet), in dem von drei Politikertypen die Rede ist, die in dieser Schleusenzeit um die Macht ringen würden. Nur der dritte Typus wolle „eine echte Alternative formulieren und durchsetzen“ und nur diesem sei das „Establishment [...] herzlich egal“. 2018 bezeichnete Kubitschek Ungarn als Vorbild für Deutschland. Ungarn sei „ein liberaler Staat mit illiberalen Korsettstangen“ und sorge dafür, dass „Ungarn das Land der Ungarn“ bleibe. Kubitschek zitierte dazu den US-amerikanischen Publizisten Christopher Caldwell, der einmal „von einer notwendigen ‚harten Indifferenz‘“ gesprochen habe und von „einem Regierungshandeln, das für gutmenschliche Gemüter ‚abstoßend‘, aber nichtsdestotrotz notwendig sei“. Das, so Kubitschek, sei ein Minimum dessen, was ein Staat leisten müsse.
In einer Stellungnahme zum Überfall Russlands auf die Ukraine Ende Februar 2022 wandte sich Kubitschek am 1. März 2022 gegen eine „verlogene Verbrüderung mit der einen oder der anderen Seite“. Weiter schrieb er: „Abschließend: die Rechte ist sich uneins. Pro Ukraine hier, pro Rußland dort – solche Entschiedenheiten sind nicht notwendig […] Ist es letztlich sogar die Hoffnung, nach Jahren als Paria zur moralischen Mehrheit wechseln zu können, die machen (sic!) aus unseren Reihen nun zum glühenden Ukraineanhänger machen?“
2017 rief Kubitschek in seiner Zeitschrift zur „Selbstverharmlosung“ auf: Die Rechte solle sich als intellektuelles, in sich gekehrtes Milieu darstellen, um so die klaren Fronten aufzulösen und „die feindliche Artillerie am Beschuss zu hindern“. Gleichzeitig warnte er davor, aus dieser gespielten „Harmlosigkeit nicht mehr herauszufinden“, weshalb es auch der stetigen Provokation bedürfe. Ganz in diesem Sinne behauptete er im Herbst 2023 in einem Vortrag, es gäbe einen „geistigen Bürgerkrieg in Deutschland“ und schloss mit dem Aufruf: „Lasst uns Krieg führen“.

### Verhältnis zur NPD
Es wurde ihm von Andreas Molau (seinerzeit NPD) vorgeworfen, „intellektuelle Selbstbefriedigung“ zu betreiben und selbst Teil des „Systems“ zu sein. Kubitschek hatte sich 2007 gegenüber Molau zum einen abschätzig über eine „Systemüberwindung“, zum anderen negativ gegenüber der NPD geäußert: „Was ich hier [in Sachsen-Anhalt] in meinem Landstrich so an NPD-Struktur oder Vorfeldstruktur – ich meine Kameradschaften oder ähnliches – kennengelernt habe, das ist – mit Verlaub – unter aller Kanone und wird dem selbstgestellten Anspruch nicht gerecht, Deutschland nach vorne zu bringen. Es beginnt beim Benimm, geht weiter bei den Leitbildern und einem gefährlichen Halbwissen und endet bei den Vorstellungen, wie man die Dinge nach der Machtübernahme regeln würde. Dieser Wettbewerb, wer denn nun die radikalste Lösung und die radikalste Sichtweise zu formulieren vermag, ist mir fremd.“ Die Schnittmengen zwischen beiden Protagonisten seien „ziemlich klein“, so Kubitschek. Seine Aktivitäten wurden etwa von Endstation Rechts (2010) als „nicht-extremistisch betrachtet“, wobei Mathias Brodkorb Geschichtsrevisionismus ausdrücklich nicht ausschloss. Dennoch gab Kubitschek dem NPD-Organ Deutsche Stimme (DS) 2008 ein Interview. In einem IfS-Vortrag betonte Kubitschek außerdem: „So, wie unser Staat gebaut ist, ist er kaum zu stabilisieren. In seinen Fundamenten finden sich viele Einschlüsse, die der Nation das Verderben bringen. Und er zerstört durch seine derzeitige Politik die Substanz des deutschen Volkes, das ohne Wenn und Aber die Grundlage einer deutschen Zukunft ist.“ Der Extremismusforscher Uwe Backes bewertete die Auseinandersetzung 2012 in einem Beitrag zum „Intellektuelle[n] Rechtsextremismus in Deutschland“ als „elitäre[...] Distanz“. Auch Armin Pfahl-Traughber betonte 2008, dass „die Differenzen weniger bei der Frontstellung gegenüber den Normen des demokratischen Verfassungsstaates, sondern mehr hinsichtlich des institutionellen Weges und der ansprechbaren Zielgruppe“ bestünden.
2016 veröffentlichte der Fachjournalist Andreas Speit u. a. Recherchen, die zeigen, dass Kubitschek und seine Frau Kontakt zum NPD-Funktionär Arne Schimmer unterhalten. Demnach soll er nicht nur an Akademien des Instituts für Staatspolitik (IfS) teilgenommen haben und bis zur Aufnahme seiner Mitarbeit bei der Landtagsfraktion der NPD Sachsen Lektor bei der Edition Antaios (2003/04) gewesen sein, sondern jüngste Verlautbarungen seiner selbst legten nahe, dass er danach unter Pseudonym für die ebenfalls durch Kubitschek zu verantwortende Zeitschrift Sezession geschrieben habe.

### Verhältnis zu den Republikanern und zur AfD
Nach eigenen Angaben war Kubitschek Anfang der 2000er Jahre kurzzeitig Berater des Landesverbandes Baden-Württemberg der Rechtspartei Die Republikaner, die seinerzeit noch in Verfassungsschutzberichten geführt wurde. 2005 folgte er einer Einladung für den „Sommerkongress der freiheitlichen Jugend“ des Jugendverbandes Republikanische Jugend nach Mainz-Kostheim, wo er neben Vertretern rechtspopulistischer bzw. rechtsextremer Parteien aus Europa wie der FPÖ und des Vlaams Belang referierte.
Im März 2013, kurz nach der Gründung der AfD, notierte Kubitschek in der Sezession, das Thema Euro sei das „feine Thema, das Türöffner-Thema, und unsere Themen kommen hinterdreingepoltert, wenn wir nur rasch und konsequent genug den Fuß in die Tür stellen“. An anderer Stelle schrieb er (was er später wieder tilgen sollte): „Sollen sie also machen, sollen sie sie sich ruhig ein bißchen  von uns [...] distanzieren, wenn es ihnen dabei hilft, diese Partei zunächst in der Nähe der Mitte zu platzieren. Das Volk, das Partei-Volk, will längst mehr, und diesmal soll und wird es mehr bekommen.“
Gemeinsam mit seiner Frau wurde Kubitschek am 27. Januar 2015 durch den sachsen-anhaltischen Kreisverband Saale zunächst als Mitglied in die rechts der Unionsparteien verortete  AfD aufgenommen; die Zustellung der Mitgliedsausweise erfolgte sodann am 5. Februar. Am 17. Februar erhielten sie jedoch durch den AfD-Bundesgeschäftsführer die Mitteilung, dass ihr Aufnahmeantrag abgelehnt worden sei. Bernd Lucke hatte gegenüber Fürsprechern des Ehepaares innerhalb der AfD eine Aufnahme strikt abgelehnt: Kubitschek plädiere für eine „Segregationspolitik“ von Deutschen und Ausländern, dafür möge er „sich eine Partei suchen, die seinen Vorstellungen entspricht.“ Kubitschek bewertete die im März 2015 durch die Landeschefs Björn Höcke (Thüringen) und André Poggenburg (Sachsen-Anhalt) initiierte „Erfurter Resolution“ positiv und unterstützt laut Kellershohn eine „neurechte [...] Sammelbewegung“ innerhalb der Partei. Laut Amann fungierte Kubitschek als Ideengeber der Resolution und formulierte auch den ersten Entwurf. Poggenburg stand Kubitscheks Parteieintritt positiv gegenüber und kritisierte die Entscheidung des damaligen Bundesvorstandes um Bernd Lucke. Im November 2015 ermöglichte Kubitschek seinem Bekannten Höcke den Vortrag einer weithin als biologistisch-rassistisch eingestuften Rede in Schnellroda, deren Mitschnitt Kubitschek im Dezember 2015 kurzzeitig online zugänglich machte. 
Nach der Landtagswahl in Sachsen-Anhalt 2016 wurde Kubitschek, Gast bei der „Wahlparty“ der AfD Sachsen-Anhalt in Magdeburg, zitiert mit: „Ich kann ihnen versichern, dass diese Praktiker, die jetzt mit 27 Mann hier im Landtag in Sachsen-Anhalt vertreten sind, und mit großen Fraktionen auch in Rheinland-Pfalz und Württemberg, sehr, sehr gerne den einen oder anderen Begriff, das eine oder andere Thema, die eine oder andere aufbereitete Expertise aus unseren Projekten übernehmen und politisch umsetzen werden.“ Im Juni 2016 war er mit seiner Frau Gast auf dem sogenannten „Kyffhäusertreffen“ des Flügels um Höcke und Poggenburg in Thüringen. Kellershohn stuft jene Strömung als „völkisch“ ein. Nach Pfahl-Traughber zählt Kubitschek zum „politischen Freundeskreis“ des Landesvorsitzenden Höcke, in dessen Landesverband sich „deutsch-nationalistische Stimmen mit deutlichen Orientierungen in eine rechtsextremistische Richtung“ artikulierten. Die katholische Theologin Sonja Angelika Strube, die sich auch mit Rechtsextremismus beschäftigt, sieht Kubitschek als einen „engen politischen Berater[] der AfD“. Laut Strobl und Bruns gibt es im parteipolitischen Kontext eine enge Beziehung zwischen Höcke, Elsässer und Kubitschek. Kubitschek verteidigte in der Sezession Höckes von Forschern als geschichtsrevisionistisch bezeichnete Dresdner Rede im Ballhaus Watzke vom Januar 2017, kritisierte an ihr aber „ein dissonantes Pathos“ und einen „Hang zur Übertreibung nüchterner Bestandsaufnahmen ins Schicksalhafte“. Man müsse „nicht vom vollständigen Sieg der AfD sprechen, wenn man Regierungsverantwortung“ meine, und die AfD sei „auch nicht die ‚letzte evolutionäre Chance‘ für Deutschland, sondern schlicht eine parteipolitische Notwendigkeit“. Höcke selbst hatte in seiner Rede auch erklärt, dass, würde man in einem geordneten Staat leben, jemand wie Kubitschek nicht den Beruf des Verlegers hätte wählen müssen.
Nach dem Einzug der AfD in den Bundestag 2017 schrieb Kubitschek in der Sezession am selben Tag: „Im Grunde Schach: Wir fordern heraus, aber der Gegner will nicht, warf die Figuren um, jahrelang. Aber jetzt ist die Aufstellung fertig, die Dame fehlte noch, seit heute steht sie.“
Im Juli 2019 beschlossen die AfD-Politiker Alice Weidel und Björn Höcke nach Vermittlung von Götz Kubitschek, einander nicht mehr öffentlich anzugreifen. Im August 2019 bezeichnete Weidel Kubitschek als „eine sehr wichtige Figur für das rechtskonservative Spektrum unserer Partei – auch wenn er nicht Mitglied der AfD ist“. Nach der Wahl Thomas Kemmerichs (FDP) zum thüringischen Ministerpräsidenten mit den Stimmen der AfD-Fraktion Anfang Februar 2020 schrieb Kubitschek auf der Internetseite der Sezession, dass Kemmerich lediglich „die Figur“ gewesen sei, „die König Ramelow matt setzte, mehr nicht, und er hat sich – so ist das bei Figuren – nicht selbst geführt.“ So „konstruktiv-destruktiv wie Höcke“ habe „aus dieser Partei heraus noch keiner agiert“. Höckes AfD habe Mehrheiten gesucht und den „Gegner überrumpelt“. „Von solchen Momenten“ erhoffe „man sich Wirkung“, so Kubitschek. Im Mai 2020 schrieb Kubitschek, die Partei dürfe nicht auf die „Taktik des Gegners“ hereinfallen und sich in „eine Parteispaltung“ treiben lassen. Jörg Meuthens Vorgehen beim Ausschluss Andreas Kalbitz’ wachse sich zu einem „Flächenbrand“ aus. Es sei, so Kubitschek, falsch, Forderungen des Gegners aufzunehmen; einen „Zustand der AfD, der für den politischen Gegner hygienisch genug wäre“, gebe es nämlich nicht. Die AfD ist nach seinen Worten „konservativ-revolutionär, weil sie unter anderem den von miesen Figuren erbeuteten Staat, den deformierten Rechtsstaat, zu seinem eigenen Besten infrage stellen und kurieren will“.
Über die Aufgabe der AfD schrieb Kubitschek, dass die Partei „innerhalb eines strukturell immer stabiler werdenden Widerstandmilieus der parteipolitische Baustein“ sein müsse. Das Milieu bestehe „aus Partei, Milieumedien, vorpolitischen Initiativen und aktivistischen Initiativen. Wir sind wie bei so einer fröhlichen Regatta. Die Kriegsschiffe fahren nebeneinanderher, man winkt sich von der Brücke aus zu, aber mehr auch nicht.“ Nach der Kundgebung in Chemnitz am 1. September 2018, bei der AfD-Abgeordnete an der Seite von Rechtsextremen und Neonazis demonstriert hatten, empfahl Kubitschek, der an der Veranstaltung ebenfalls teilgenommen hatte, allerdings: „Keine Großdemonstrationen mehr unter der Fahne der AfD. Laßt das andere machen! Die Teilnahme empfehlen, sich unters Volk mischen, Gesicht zeigen, an der Gegenöffentlichkeit mitwirken und die Sympathie der Wähler gewinnen – das kann man auch, wenn man nicht den Hut aufhat und in der Zwickmühle steckt.“ Nach den Wahlerfolgen der AfD bei den Landtagswahlen in Brandenburg, Sachsen und Thüringen 2019 schrieb Kubitschek: „Ja, es ist tatsächlich fast alles vorhanden für eine politische Wende in Deutschland: Wähler, Unmut, Konturen eines Programms, Mandatsträger auf allen Ebenen, eine ins Tausend gehende Mitarbeiterschaft, ein sich ausdifferenzierendes Vorfeld, Theorie, Bücher und Zeitschriften, Initiativen, Stiftungen, Begriffe, vorzeigbare Gesichter. Wenn der nächste gewaltige kalte Realitätsschock in die Deutschen fährt, wird es für den Unmut ein sehr viel besser und breiter angelegtes Auffangbecken geben als noch vor vier oder fünf Jahren. […] Geduld also, Geduld, Geduld und nochmals Geduld.“ Nach dem AfD-Parteitag im sächsischen Riesa schrieb Kubitschek in der Sezession, die AfD dulde „keinen internen Krieg gegen die eigene Partei mehr. Wer in ihr Mitglied sein und sich an ihrer so dringenden Aufgabe beteiligen möchte, darf nicht mehr ausgrenzend, diffamierend, ‚säubernd‘ wirken, sondern muß  integrieren, muß  auswiegen, was ausgewogen werden kann.“
Im Zusammenhang mit dem Fall Wolfgang Gedeon, der wegen antisemitischer Buchpublikationen die AfD-Landtagsfraktion im Stuttgarter Landtag verlassen musste, formulierte Kubitschek in einem Gespräch mit dem AfD-Politiker Marc Jongen, man bewege sich „ja fraglos sofort in tabubewehrten Zonen, wenn wir über die weltgeschichtliche Bedeutung des Judentums, des Zionismus oder der Holocaustindustrie nachdenken und unsere Gedanken äußern“. Der Journalist Alan Posener beschuldigte Kubitschek aufgrund dieser rechtfertigenden und verharmlosenden Publikationen des Antisemitismus. Kubitschek reagierte mit einer weiteren antisemitischen Publikation gegen den Juden Posener mit dem Titel Ein vergifteter Brunnen – Alan Posener zugedacht. Bereits 2015 hatte Kubitschek Björn Höcke verteidigt, der von einem Antagonismus zwischen Christentum und Judentum gesprochen hatte. Unter Bezugnahme auf den neurechten Autor Karlheinz Weißmann führte Kubitschek aus: „Das Christentum als Christentum ist keine Variante des Judentums. Die Trennung beider lag im Plan Gottes oder wenigstens in der Logik der geschichtlichen Entwicklung“. Von einem „christlich-jüdischen Abendland“ könne man daher nicht sprechen.
Im Kontext der Tötung des iranischen Generalmajors Qasem Soleimani und der Frage des Verhaltens Deutschlands gegenüber dem Iran warf Kubitschek der AfD-Parteispitze vor, „bedingungslos israelfreundliche Politik“ zu betreiben. Er kritisierte erneut eine „Instrumentalisierung des Holocausts“; Auschwitz werde „als Argument für den ‚Regime Change‘ in anderen Ländern verwendet“. Parteichef Jörg Meuthen und den außenpolitischen Sprecher der Fraktion Petr Bystron bezeichnete Kubitschek als „peinliche Musterschüler“. Laut dem Journalisten Benjamin Konietzny fordert Kubitschek hierbei „nicht weniger als einen Paradigmenwechsel im Verhältnis zu Israel“. Bei Kubitschek verkämen der Holocaust und Auschwitz „zu Argumenten der internationalen Politik“ und er sehe die Bundesrepublik als „moralpolitisch“ erpressbar. Das sei, so Konietzny, sinngemäß die Forderung nach einer Beendigung des sogenannten „Schuldkults“. Mit Bezug auf Kubitscheks Rolle als „wichtigster Stichwortgeber“ für die AfD erinnerte die Präsidentin der Israelitischen Kultusgemeinde München und Oberbayern, Charlotte Knobloch, daran, dass Kubitschek nach dem Terrorangriff der Hamas auf Israel am 7. Oktober 2023 in der Sezession über „eine andere deutsche Position als die einer Bestandsgarantie Israels“ geschrieben und eine „unfreie Solidarisierung“ beklagt hatte, die Deutschland zwinge, „mit Folgen zu leben, die sich gegen unser Interesse richten“. Deutschland sei, so Kubitschek, „wenn auch auf andere Weise, ebenfalls in seiner Existenz bedroht“, nicht zuletzt, weil „starke jüdische Lobbyorganisationen“ die „Destabilisierung der Bundesrepublik Deutschland durch Masseneinwanderung unterstützt“ hätten.

## Aktionen und Veranstaltungen
Für Volker Weiß war Kubitschek „schon immer mehr Aktivist als Intellektueller“. Nach dem Sozialwissenschaftler Alexander Häusler ist er „einer der maßgeblichen Akteure einer aktionsorientierten Rechten, die versucht, mit Aktionen auf der Straße, mit Provokationen mit völkischen Inhalten eine rechte Politik in Szene zu setzen“. Kellershohn und Häusler charakterisierten ihn 2015 als einen „Bewegungsunternehmer“. Die Literaturwissenschaftlerin Helga Druxes, die auch zu Nationalismus forscht, attestierte Kubitschek 2015 in einem Beitrag über die neurechte Manipulation der Medien, ein rechtsextremer Demagoge („far-right demagogue“) zu sein. Der Politikwissenschaftler Karsten Grabow sieht in einem englischen Artikel Kubitschek als „far-right activist[]“.

### Initiator der „Konservativ-Subversiven Aktion“
Kubitschek adaptiert traditionell linke Strategien und Terminologie. 2007 initiierte er mit wenigen Mitstreitern, darunter maßgeblich Felix Menzel, die „Konservativ-Subversive Aktion“ (KSA), welche die eigenen Positionen offensiv und durch spektakuläre Aktionen verbreiten sollte. Der Name lehne sich an die Gruppe Subversive Aktion der 1960er Jahre an, aus der die West-Berliner Wohngemeinschaft Kommune I hervorgegangen war. Öffentlichkeitswirksame, provokante Aktionen der KSA waren unter anderem die Störung eines Berliner Kongresses der Linken.SDS im Mai 2008, einer Rede von Egon Krenz, ehemaliger SED-Generalsekretär und Staatsratsvorsitzender der DDR, in Chemnitz im Juni und einer Lesung des Literaturnobelpreisträgers Günter Grass in Hamburg im August 2008, die Demonstration in „schwarze[n] Hemden“ in Berlin gegen die Teilnahme der Bundeskanzlerin an den Gedenkfeiern zum Ende des Ersten Weltkriegs in Frankreich sowie die Störung einer Diskussionsveranstaltung mit dem Europaabgeordneten Daniel Cohn-Bendit (Bündnis 90/Die Grünen) und dem NRW-Generationenminister Armin Laschet (CDU) in Frankfurt im November 2009. Kubitschek beschrieb diese Strategie 2008 folgendermaßen: „Die jahrelange Verteidigung hat die Neue Rechte mürbe gemacht. Was die Szene braucht, sind Offensivgeist und Unerschütterlichkeit. Beides strahlt man nur aus, wenn man beim Anblick des Gegners einen Schritt nach vorne macht.“
Nach Gideon Botsch (2012) war Kubitschek vor Gründung der KSA „fasziniert vom Aktivismus und Voluntarismus linksradikaler Strömungen“. Karin Priester (2015) resümierte, dass es sich bei den Aktivitäten der im Wesentlichen „Ein-Mann-Kaserne“ Kubitschek um einen „folgenlose[n] Tatendrang mit dem Charme studentischer Happenings“ gehandelt habe. Sie seien „weit entfernt vom subkulturell geprägten, nationalrevolutionären Aktivismus des neofaschistischen CasaPound-Netzwerks in Italien“ geblieben. Nach Hajo Funke (2016) hat es aus der KSA „Handlungsempfehlungen für die Entwicklung“ der IBD gegeben. Für Alexander Häusler (2017) stellt die eher erfolglose KSA den „neurechten Vorläufer der IBD [Identitären Bewegung Deutschland]“ dar.

### Organisator des „zwischentags“
Am 6. Oktober 2012 organisierte Kubitschek aus Anlass der 50. Ausgabe der Zeitschrift Sezession zusammen mit Felix Menzel, Chefredakteur des Jugendmagazins Blaue Narzisse, im Logenhaus Emser Straße in Berlin-Wilmersdorf die „freie Messe“ zwischentag für Organisationen, Künstler und Unternehmen aus dem Umfeld der Neuen Rechten – nach Kellershohn eine „Selbstdarstellungs- und Vernetzungsplattform“ –, bei der auch als rechtsextrem geltende Aussteller anzutreffen waren. Es kamen über 700 Besucher. Auch 2013 fand im Oktober unter Kubitscheks Leitung eine solche Veranstaltung statt: Er integrierte den italienischen Neofaschisten Gabriele Adinolfi in sein Programm, woraufhin die Junge Freiheit auf ihren Stand verzichtete.

### Unterstützung der Identitären Bewegung
2012 besuchten Martin Lichtmesz, Autor der Sezession, und Götz Kubitschek den „Convent internationale“ des Bloc identitaire in Orange, Frankreich. 2014 listeten Julian Bruns, Kathrin Glösel und Natascha Strobl, die einen grundlegenden Band zur Jugendbewegung der Identitären verfassten, mehrere relevante Projekte, für die Kubitschek verantwortlich zeichnet, etwa Antaios und Sezession, aber auch mit ihm kooperierende Zeitschriften bzw. Verlage, ein mitherausgegebenes Buch und von ihm initiierte Netzwerke und Thinktanks wie KSA, IfS und „zwischentag“, einem politisch-publizistischen Umfeld der Identitären zu. Das Autorenkollektiv Gudrun Hentges, Gürcan Kökgiran und Kristina Nottbohm zählt Kubitschek, Lichtmesz, Menzel und Schüller zu den zentralen Figuren der als rechtsextrem geltenden Identitären Bewegung in Deutschland. Das niedersächsische Innenministerium stellte namens der Landesregierung 2016 fest, dass Kubitschek „in der Vergangenheit wiederholt sowohl publizistisch als auch auf öffentlichen Veranstaltungen für die Ziele der ‚Identitären Bewegung‘ geworben“ habe. Laut Weiß ist er in Deutschland „federführend“ an der Verbreitung des „Konzept[s] der Identitären Bewegung“ beteiligt gewesen. Nach Funke sind die identitären Gruppen von Beginn an von Kubitschek – einer „Schlüsselfigur“ der IBD – und Menzel „publizistisch, logistisch und ideell unterstützt“ worden.

### Redner bei PEGIDA
2015 trat Kubitschek, unterstützt durch seine Familie, bei drei Demonstrationen von Legida in Leipzig als Hauptredner auf, beim ersten Mal neben Jürgen Elsässer, der für das Querfront-Magazin Compact verantwortlich ist. Beiden Aktivisten zufolge gehe es dem Demonstrationszug auch um „Systemkritik“. Er stellte im Januar ein Positionspapier zu den Themen „Einwanderung und Identität“ vor, in dem er nach der Soziologin Annette Treibel-Illian Integration als politischen „Kampfbegriff“ verwendete.
Auch bei der Veranstaltung von Pegida in Dresden sprach Kubitschek mehrmals als Hauptredner, u. a. neben dem niederländischen Rechtspopulisten Geert Wilders von der „Partei für die Freiheit“. Er sehe sich zwischen den Ablegern als eine Art „Vermittler“ (Kubitschek). Bei einer Compact-Veranstaltung versuchte er später mit Elsässer Gemeinsamkeiten zu finden. Den Aufruf zum „zivilen Ungehorsam“ auf einer Demonstration von PEGIDA im Herbst 2015 interpretierte der Rechtsextremismusexperte Olaf Sundermeyer dahingehend, dass Kubitschek „gewaltsamen Protest von Heidenau zum Vorbild für andere“ erhebe. Zwar habe er sich einerseits von Gewalt distanziert, andererseits sei sein „politischer Rigorismus“ offenkundig gewesen, so Pfahl-Traughber. Kubitschek und andere Redner versorgten die Anhänger von PEGIDA „mit Argumenten für den islam- und fremdenfeindlichen Diskurs“. Er übe Politik- und Medienkritik und vertrete eine „völkische[] Position“, welche die „‚identitären‘ Bewegungen“ anschlussfähig mache, wie der Dresdner Politikwissenschaftler Hans Vorländer mit seinen Mitarbeitern in einer Pegida-Analyse feststellte. Der Fachjournalist für Rechtsextremismus Andreas Speit nennt Kubitschek letztlich einen „Vordenker von Pegida“; für Andrea Röpke, ebenfalls Rechtsextremismusexpertin, haben er und Elsässer „massiv dazu bei[getragen], die rassistische Pegida-Bewegung zu radikalisieren“.
Im Februar 2015 war Kubitschek Gast von Matteo Salvini (Parteivorsitzender) bei einer Großveranstaltung der rechtspopulistisch-fremdenfeindlichen Partei Lega Nord in Rom; er trat als Redner und „PEGIDA-Versteher“ in Erscheinung. Zuvor lernte er bereits die neofaschistische Bewegung CasaPound in Italien kennen, deren „Schlüsselroman“ er bei Antaios verlegte.
Rückblickend hätten die öffentlichen Auftritte im Rahmen von Pegida seine Bekanntheit gesteigert.

### Hauptinitiator von EinProzent
2015 war Kubitschek gemeinsam mit dem Chefredakteur des Compact-Magazins, Jürgen Elsässer, und dem Verfassungsrechtler und Aktivisten Karl Albrecht Schachtschneider einer der Hauptinitiatoren des eingetragenen Vereins „Ein Prozent für unser Land“, als deren Kontaktperson er seitdem in Erscheinung tritt. Über Martin Sellner, der zeitweise als Gast bei Kubitschek wohnte, besteht eine enge Verbindung zur Identitären Bewegung. Auch der AfD-Politiker Hans-Thomas Tillschneider von der Patriotischen Plattform wirkt an der Initiative mit. Das Projekt, das sich als rechte Widerstandsbewegung versteht, wird der Neuen Rechten zugerechnet. Es betreibe vor allem mit Spenden Öffentlichkeitsarbeit in den Onlinemedien. Man gebe sich nach außen hin „bürgerlich“ und breitenwirksam, laut der Soziologin Anna-Lena Herkenhoff liefert man allerdings vielfach eine „verklärende und verharmlosende Darstellung rassistischen Protests“. EinProzent diene letztlich nur der „Selbstbestärkung“ der Rechten. Eine öffentlichkeitswirksam angestrengte Verfassungsbeschwerde „gegen die Politik der Masseneinwanderung“ (Kubitschek) wurde Anfang 2016 von der 3. Kammer des 2. Senats des Bundesverfassungsgerichts (BVerfG) in Karlsruhe nicht zur Entscheidung angenommen.

### Als Aktivist gegen die Corona-Schutzmaßnahmen
In seinem Blog Sezession im Netz rief Kubitschek zur Teilnahme an einer „Anti-Corona-Demo“ am 29. August 2020 in Berlin auf: „Kaum jemand aus meinem weiteren Umfeld wird zu Hause bleiben, fast jeder wird sich auf den Weg machen.“ Er hoffe auf „Ansteckung durch Widerständigkeit“. Ebenfalls Ende August 2020 zog Kubitschek im Vorfeld der Kundgebung Parallelen zu den Euromaidan-Protesten in der Ukraine 2013/2014 und schrieb: „Vielleicht sind die Querdenker von heute autonomer und anarchistischer. Vielleicht gewinnen sie simpel vor Gericht, vielleicht kommen sie einfach so, ohne Erlaubnis, und bauen sich ihren Maidan-Platz.“ Laut dem Berliner Innensenator Andreas Geisel wird versucht, die Corona-Proteste bewusst zu unterwandern, „um rechtsextremes Gedankengut anschlussfähig zu machen“.

### Weitere Auftritte und Referententätigkeit
2011 war Kubitschek Referent beim „Lesertreffen“ des Verlags Lesen & Schenken des rechtsextremen Verlegers Dietmar Munier.
Kubitschek ist oft Redner bei Veranstaltungen, so beispielsweise 2006 bei der „Preußischen Akademie“ der rechtsextremistischen Jungen Landsmannschaft Ostpreußen (JLO) und häufig bei Burschenschaften, insbesondere Mitgliedern der Burschenschaftlichen Gemeinschaft (BG). Er trat u. a. bei der Burschenschaft Danubia München und der Burschenschaft Teutonia Prag sowie 2009 beim Linzer „Turmkommers“ deutschnationaler Burschenschaften auf. 2015 hielt er gemeinsam mit Wilhelm Brauneder (FPÖ), ehemals dritter Nationalratspräsident, die Festrede beim Burschentag der Deutschen Burschenschaft (DB) in Eisenach.
Im Oktober 2018 berichtete Kubitschek, er habe seinen Verlag an Thomas Veigel, einen Arzt und Kreisvorsitzenden der AfD, verkauft, der ihn als Imprint seines neugegründeten Loci-Verlags weiterführen wolle. Der sich später als PR-Aktion und Fake herausstellende „Verkauf“ fand in einigen Zeitungen ein Echo. Dem Antaios-Verlag gelang es auf diese Weise, mitten auf dem Buchmessen-Gelände einen Platz über den fiktiven „Loci-Verlag“ zu erhalten und somit fernab der Parzelle für rechtslastige Teilnehmer der Buchmesse.

### Veröffentlichungen
Kubitschek veröffentlicht unter anderem Texte auf Journalistenwatch, einer Plattform der Neuen Rechten.

## Rezeption
Kubitschek wird von Gegnern als „Salonfaschist“ bezeichnet. Der Trierer Soziologe Roland Eckert (2011) legte in einem bei der Stiftung Demokratie Saarland gehaltenen Vortrag dar, wie Kubitschek – ähnlich wie Weißmann – den Ethnopluralismus von Alain de Benoist mit Ideologemen von Carl Schmitt und Konrad Lorenz verbinde. Eckert schlussfolgerte aus Kubitscheks Veröffentlichungen, dass es ihm beim Thema Migration um eine „Offensive gegen muslimische Einwanderer“ gehe. Es sei damit zu rechnen, dass durch Kubitscheks Strategie „Konflikte [...] angeheizt werden“.
Der überwiegende Teil der Bücher Kubitscheks erschien in seinem eigenen Verlag, Antaios, so auch das 2011 gemeinsam mit Michael Paulwitz veröffentlichte Buch Deutsche Opfer, fremde Täter, das zum Umfeld der Identitären Bewegung gerechnet wird. Die „Kampagne“ des Buches, in dem die Autoren rechtsextreme Kampfbegriffe wie „Deutschfeindlichkeit“ gebrauchten, lehne sich an die „National befreite Zone“ der Jungen Nationaldemokraten und des Nationaldemokratischen Hochschulbunds sowie die neofaschistische Bewegung CasaPound an. Letztere lernte er – wie auch Menzel – in Italien kennen. Das breitenwirksame Buchprojekt sei ein Beispiel dafür, wie „Diskurse eines konservativ-nationalistischen Spektrums und der extreme[n] Rechten [...] zu verknüpfen versuch[t]“ werden. Kellershohn zeigte auf, dass Kubitschek bereits im Buch Provokation (2007), in dem er im Zuge einer sich entwickelnden multikulturellen Gesellschaft einen „Vorbürgerkrieg“ beschwor, den „gedanklichen Hintergrund“ zur angestrebten „Raumergreifungsstrategie“ des IfS entwickelte. Für Kellershohn zählt das Werk mittlerweile zu den „Grundlagentexten der Identitären Bewegung“.
Vereinzelt erschienen Kubitscheks Artikel in anderen rechten Medien wie der im Grazer Ares-Verlag durch Wolfgang Dvorak-Stocker, einst laut Impressum neben Weißmann und Kubitschek „redaktioneller Mitarbeiter“ der Sezession, herausgegebenen Vierteljahresschrift Neue Ordnung. Andreas Peham vom Dokumentationsarchiv des österreichischen Widerstandes stuft diese als rechtsextrem ein.
Im Editorial von Christ und Welt bezeichnete die Politikwissenschaftlerin und Publizistin Christiane Florin das Schrifttum der Familie Kubitschek-Kositza als rechtsradikal. Der Münchner Soziologe Armin Nassehi veröffentlichte 2015 einen Briefwechsel mit Kubitschek, in dem er den Verleger als „Rechtsintellektuellen“ und dessen Verlag als „rechtskonservativ“ bezeichnete. Volker Weiß kritisierte daran, dass Nassehi Kubitschek begrifflich mit dem klassischen Konservatismus in Verbindung gebracht habe; damit hätten „Kubitscheks Kreise“ jedoch nichts gemein. Kubitschek wolle sich vielmehr als vermeintlich „‚konservativer‘ Gesprächspartner“ salonfähig machen, was Nassehi durch handwerkliche Versäumnisse und Fehleinschätzungen in seiner Publikation teilweise begünstigt habe.
Justus Bender kommentierte 2017 Kubitscheks Betonung seines christlichen Glaubens und des Katholizismus mit den Worten, Kubitschek sehe „sich nicht in Gefolgschaft zu Papst Franziskus, sondern eher als Vertreter eines selbst gebastelten mystischen Christentums, in dem sich orthodoxe Ikonen mit einem Nächstenliebe-Begriff mischen, der unter dem Vorbehalt der deutschen Volkszugehörigkeit steht“. Kubitschek spreche von „‚göttlichen Urbildern‘, denen ein guter Christ sich ‚anzuähneln‘ habe. ‚Er hat von mir ein Urbild, er hat von meiner Frau ein Urbild, von unseren Kindern, von unserem Volk, von unseren Nachbarvölkern‘, sagt Kubitschek. Diesen Bildern hat man sich anzuähneln. Das hat eine ganze Menge Konsequenzen“, so Bender. Kubitschek vertrete damit einen „statischen Schöpfungsbegriff“.
Laut dem Historiker Peter Longerich geht es Kubitschek um die Pflege spezifisch deutscher Traditionen und einer deutschen Identität, die verloren zu gehen drohe, weil „die große Erzählung nicht weitererzählt“ worden sei und Verbindlichkeit in der Auswahl der richtigen Bücher und Namen fehle. Hier sehe er die Aufgabe einer „rechten Intelligenz“, die sich die Bewahrung der jüdischen Identität durch die Jahrhunderte der Diaspora zum Vorbild nehmen und gleichzeitig von ihr abgrenzen solle. In der Gegenüberstellung der nationalen deutschen und der religiösen jüdischen Tradition erkennt Longerich das antisemitische Ideologem eines Gegensatzes zwischen „deutsch“ und „jüdisch“. Zu Kubitscheks Äußerungen über die „welthistorische Rolle“ des Judentums als eines „Volks ohne Staat“ dränge sich Longerich der Eindruck auf, dass Kubitschek Juden als homogene Einheit und als „großen Gegenspieler auf dem Weg zur nationalen Runderneuerung“ ansehe.

## Schriften (Auswahl)
Monografien
- mit Peter Felser: Raki am Igman. Texte und Reportagen aus dem Bosnien-Einsatz der Bundeswehr. Edition die Lanze, Stuttgart 1999, ISBN 3-00-005432-4. (Nachdruck: Edition Antaios, Bad Vilbel 2001, ISBN 3-935063-11-3.)
- 20 Jahre Junge Freiheit. Idee und Geschichte einer Zeitung. Edition Antaios, Schnellroda 2006, ISBN 3-935063-40-7.
- Provokation (= Kaplaken. 6), Edition Antaios, Schnellroda 2007, ISBN 978-3-935063-76-0.
- mit Erik Lehnert (Zus./Vorw.): Joachim Fernau. Leben und Werk in Texten und Bildern. Edition Antaios, Schnellroda 2009, ISBN 978-3-935063-34-0.
- mit Michael Paulwitz: Deutsche Opfer, fremde Täter. Ausländergewalt in Deutschland. Hintergrund – Chronik – Prognose (= Antaios Thema). Edition Antaios, Schnellroda 2011, ISBN 978-3-935063-65-4.
- Die Spurbreite des schmalen Grats. Texte 2000-2016. Verlag Antaios, Schnellroda 2016, ISBN 978-3-944422-90-9.
- Nassehi, ich und Leggewie. Zwei Briefwechsel (= kaplaken. 75). Verlag Antaios, Schnellroda 2021, ISBN 978-3-949041-75-4.
- Hin und wieder zurück. 2017–2021, Verlag Antaios, Schnellroda 2021, ISBN 978-3-949041-00-6.
- mit Dusan Dostanic und Filipp Fomitschow: Auswege. Eine Suche (= kaplaken. 93). Verlag Antaios, Schnellroda 2024, ISBN 978-3949041-93-8.

Herausgeberschaften / Editionen
- mit Karlheinz Weißmann, Ellen Kositza (Hrsg.): Lauter dritte Wege. Armin Mohler zum Achtzigsten. Edition Antaios, Bad Vilbel 2000, ISBN 3-935063-00-8.
- mit Ellen Kositza (Hrsg.): Tristesse Droite. Die Abende von Schnellroda. Verlag Antaios, Schnellroda 2015, ISBN 978-3-944422-21-3.
- mit Ellen Kositza (Hrsg.): Das Buch im Haus nebenan. Verlag Antaios, Steigra 2020, ISBN 978-3-944422-10-7.

Gespräche
- Und plötzlich ist alles politisch. [Götz Kubitschek] Im Gespräch mit Brigadegeneral Reinhard Günzel. Edition Antaios, Schnellroda 2004, ISBN 978-3-935063-60-9.
- Unsere Zeit kommt. [Götz Kubitschek] Im Gespräch mit Karlheinz Weißmann. Edition Antaios, Schnellroda 2006, ISBN 3-935063-62-8.
- Deutschland auf Augenhöhe. [Götz Kubitschek] Im Gespräch mit Gerd Schultze-Rhonhof. Edition Antaios, Schnellroda 2007, ISBN 978-3-935063-63-0.

Beiträge
- Ernst von Salomon. In: Michael Hageböck (Hrsg.): JF-Sommeruniversität 1993 in Ravensburg. Junge Freiheit, Potsdam 1994, ISBN 3-929886-02-2, S. 209 ff.
- Preußen! Und nun? In: Heiko Luge (Hrsg.): Grenzgänge. Liber amicorum für den nationalen Dissidenten Hans-Dietrich Sander zum 80. Geburtstag. Ares-Verlag, Graz 2008, ISBN 978-3-902475-60-2, S. 242 ff.